# Anna Karenina (film 1927)
Anna Karenina (tytuł oryg. Love) – amerykański niemy melodramat z 1927 w reżyserii Edmunda Gouldinga, będący adaptacją powieści o tym samym tytule Lwa Tołstoja z 1878. W rolach głównych wystąpili John Gilbert i Greta Garbo.

## Podstawowe informacje
Film jest adaptacją powieści Anna Karenina Lwa Tołstoja w reżyserii Edmunda Gouldinga. Główne role zagrali John Gilbert i Greta Garbo (był to ich drugi wspólny projekt). Obraz posiadał dwa różne zakończenia – zależnie od wersji amerykańskiej i europejskiej. Produkcja otrzymała mieszane recenzje.
Pierwotnie film miano zatytułować Heat, jednak ostatecznie zmieniono tytuł na Love. W 1935 roku powstała dźwiękowa wersja filmu, zatytułowana Anna Karenina, w której także zagrała Garbo.

## Obsada
- John Gilbert jako Alexei Vronsky
- Greta Garbo jako Anna Karenina
- George Fawcett jako Wielki Książę
- Emily Fitzroy jako Wielka Księżna
- Brandon Hurst jako Alexei Karenin
- Philippe De Lacy jako Serezha Karenin